# 姫路殿
姫路殿（ひめじどの、? - 寛永18年5月8日（1641年6月16日））は、安土桃山時代から江戸時代の女性。豊臣秀吉の側室。

## 生涯
織田信包と長野藤定の娘との間に誕生する。
天正5年（1577年）の中国征伐の頃に豊臣秀吉の側室となる。清洲城主であった父により、差し出されたとも伝わる。
生母・長野氏は秀吉が姫路殿を側室にした際、身分の低い秀吉を嫌い、信包の屋敷へ引き取り一時期返さなかった。
姫路殿の称は、秀吉が築城し、姫路殿の住まった播磨国姫路城に由来する。
秀吉の寵愛は深かったものの、子女に恵まれることは無かった。
寛永18年（1641年）5月8日に死去した。戒名は妙勝院殿性岩寿真大姉。

## 登場作品
- 大坂城の女（1970年、KTV）演：楠侑子
- おんな太閤記（1981年、NHK）演：大塚邦子（えん）
- 愛に燃える戦国の女（1988年、TBS）演：森尾由美
- 寧々〜おんな太閤記（2009年、TX）演：白江美佳（えん）